# Orchid (groupe de metal)
Cet article concerne le groupe de heavy metal. Pour le groupe de screamo, voir Orchid (groupe).
Orchid est un groupe de doom metal américain, originaire de San Francisco, en Californie. Le premier album studio du groupe, intitulé Capricorn, est publié en 2011.  Leur deuxième album, The Mouths of Madness, est publié en avril 2013.

## Biographie
Orchid est formé en 2006 à San Francisco, en Californie, par Theo Mindell (chanteur mais aussi propriétaire du salon de tatouage Spider Murphy), Mark Thomas Baker, Keith Nickel et Carter Kennedy. Influencé par le blues rock, le heavy metal des années 1970 ainsi que des formations comme Pink Floyd ou Led Zeppelin, le groupe pratique un doom metal rappelant celui du Black Sabbath des débuts (le nom du groupe est d'ailleurs emprunté à un morceau instrumental de l'album Master of Reality) En 2009, le groupe sort un premier EP auto-produit homonyme avant de signer chez The Church Within Records qui en publiera un second en fin d'année. 
Le premier album studio du groupe, intitulé Capricorn, est publié en 2011. À l'automne 2011, Orchid tourne en Europe, et se produit au Hammer of Doom VI. Au printemps suivant, le groupe tourne de nouveau en Europe avec Lord Vicar et se produit au Roadburn Festival. En juillet 2012, Orchid signe un nouveau contrat avec Nuclear Blast qui sort l'EP Heretic en septembre. Leur deuxième album, The Mouths of Madness, est publié en avril 2013. En promotion de cet album Orchid ouvre d'abord pour la tournée européenne de Witchcraft au printemps, avec un passage au Desertfest de Berlin, avant de revenir à l'automne en Europe en compagnie de Scorpion Child et Blues Pills. Lors de cette tournée Orchid se produit pour la deuxième fois au Hammer of Doom.
Kirk Hammett invite Orchid à se produire en février 2014 dans le cadre de sa convention Kirk Von Hammett's Fear FestEviL. Le groupe se produit au Hellfest et au Graspop Metal Meeting en juin 2015. Quelques semaines plus tard le batteur Ted « TJ » Cox remplace Carter Kennedy, dont le départ est annoncé le 21 avril 2016. Ce dernier joue depuis au sein de The Watchers aux côtés de membres de Spiralarms. Le groupe annonce l'écriture et l'enregistrement d'un nouvel album prévu pour 2017.

## Membres

### Membres actuels
- Theo Mindell - chant, percussions (depuis 2006)
- Mark Thomas Baker - guitare, synthétiseur Moog (depuis 2006)
- Keith Nickel - basse (depuis 2006)
- Ted « TJ » Cox - batterie (depuis 2015)

### Ancien membre
- Carter Kennedy - batterie (?-2015)

## Discographie

### Albums studio
- 2011 : Capricorn
- 2013 : The Mouths of Madness

### EPs
- 2009 : Orchid
- 2009 : Through the Devil's Doorway
- 2012 : Heretic
- 2013 : Wizard of War
- 2015 : Sign of the Witch

### Compilations
- 2013 : The Zodiac Sessions